# Řád zlatého jelena
Řád zlatého jelena (německy Orden vom Goldenen Hirsch) byl lovecký řád založený roku 1672 Jiřím Vilémem Lehnickým.
Jiří Vilém byl lehnický, volovský a břežský kníže. Byl posledním žijícím členem rozrodu slezských Piastovců a zároveň poslední legitimní mužský příslušník celé piastovské dynastie. K příležitosti svého nástupu na trůn roku 1672 založil Řád zlatého jelena, kterým vyznamenal své přátele a lovecké společníky. Řád zanikl po jeho smrti roku 1675.
Na líci insignie byl zlatý dubový list, ve kterém byl zlatý jelen ve skoku. Na rubu se nacházelo červené srdce a v něm bílý kříž. Řád se nosil kolem krku na zelené stuze se zlatým okrajem.